# Réjeanne Desrameaux
Réjeanne Desrameaux (née Brousseau) est une comédienne, chanteuse et chroniqueuse née à Québec le 10 avril 1904 et morte à Montréal le 28 octobre 1975.

## Biographie
Marie Victoria Mercédes Rhéjane Brousseau, fille de Sylvio Brousseau, commis d'hôtel, et de Eva Dionne, est née dans la paroisse de St-Roch de Québec .
Elle a commencé sa carrière comme chanteuse dans les cabarets montréalais avant de devenir chanteuse et animatrice à la radio (CKAC) à partir du début des années 1940.
On se souvient d'elle surtout pour son rôle de Georgianna dans Les Belles Histoires des pays d'en haut.
Réjeanne Desrameaux a aussi tenu le courrier du cœur au Journal de Montréal jusqu'à son décès à l'âge de 71 ans.
Le 19 avril 1949, elle a épousé Oscar Coutelet en l'église St-Jacques de Montréal .

## Filmographie
- 1947 : Whispering City
- 1959 - 1963 : Joie de vivre (série TV) : Annette Depocas
- 1960 - 1970 : Les Belles Histoires des pays d'en haut (série TV) : Georgianna Bouchonneau
- 1968 : Poussière sur la ville : La cardiaque
- 1971 : Question de vie : La Sainte Vierge

## Source
- « Réjeanne Desrameaux » (présentation), sur l'Internet Movie Database
- Benoit L'Herbier, Robert L'herbier, Heureux comme un roi, Les Éditions de l'Homme, 1999